# 布萊克伍德 (喬治亞州)
布萊克伍德（英語：Blackwood）是位於美國喬治亞州戈登縣的一個非建制地區。該地的面積和人口皆未知。

## 地理
布萊克伍德的座標為34°27′23″N 84°54′10″W / 34.45639°N 84.90278°W，而該地的平均海拔高度為214米（即702英尺）。